# Vlaanderen-Europa
Vlaanderen-Europa is een Vlaamse private organisatie die activiteiten organiseert in het kader van de Feestdag van de Vlaamse Gemeenschap en rond de erkenning van verdiensten voor de Vlaamse Gemeenschap in internationaal perspectief. De organisatie bestaat uit twee vzw's:
- Elfdaagse Vlaanderen-Europa: organisatie en ondersteuning van activiteiten in de Elfdaagse (van 1 tot 11 juli) in de aanloop naar de Feestdag van de Vlaamse Gemeenschap. In 2010 organiseerde ze met de VRT de succesvolle concertenreeks Vlaanderen-Muziekland. Vanaf 2015 heet het concert dat de VRT op 11 juli i.s.m. de Elfdaagse Vlaanderen-Europa live uitzendt "Vlaanderen Feest!".
- Beweging Vlaanderen-Europa: uitreiking van de Gulden Spoor voor culturele, maatschappelijke of economische uitstraling.[1] Deze prijs is een voortzetting van de Ankerprijs ter bemoediging van lokale verankering van Belgische bedrijven die voor het eerst werd uitgereikt in 1994 aan Aimé Desimpel.[2]

## Gulden Spoor
- 2000: Eric Suy, Peter Piot, René De Feyter, Lutgart Van den Berghe, Karel Van Miert
- 2001: Martin De Prycker, Jos Van Immerseel, Désiré Collen, Kim Clijsters
- 2002: Pedro Brugada, Phil Bosmans, Fred Van Leuven
- 2003: Catherine Verfaillie, zuster Simone
- 2004: Els De Temmerman
- 2005: Eddy Bruyninckx, Manu Ruys, Guido van Gheluwe
- 2006: Antoon Dieusaert, Peter Leyman, Godfried Lannoo en Patricia Carson
- 2007: Connie Neefs, Jean-Pierre Rondas, Gui Celen, Frans Crols, Norbert d'Hulst, Jan De Nul Group
- 2008: Luc Famaey, Jeanne Devos, Urbain Vandeurzen
- 2009: Dirk Vyncke, Gabriel Fehervari, Louis Verbeeck, Gwij Mandelinck
- 2010: Chris Maene, Ivan Mertens, Stefaan Top
- 2011: Joachim Coens, Hans Bourlon, Gert Verhulst
- 2012: Frans Debrabandere, Miel Cools, Esmeralda Peleman, Rugbyclub Dendermonde
- 2013: Chris Lomme, Luc Devoldere, familie Van Rompuy (Argenta)
- 2014: Jan Caeyers (musicoloog, dirigent en Beethoven-specialist); Hein Deprez (uitvoerend bestuurder van de UNIVEG groep); Luc Tack (gedelegeerd bestuurder van de Picanol Group); Jef Gabriels (voorzitter Vereniging Vlaamse Steden en Gemeenten)
- 2015: Kamiel D'Hooghe (organist); Jan Dewilde (musicoloog); Fernand Huts (voorzitter Katoen Natie)
- 2016: Jan Verheyen, Wouter Torfs, Saskia van Uffelen, Willy Kuijpers
- 2017: Jan van Doren (VOKA), Luckas Vander Taelen, Louis Verbeke, Herman Daems
- 2018: Bart en Ann Claes (JBC-mode) en Stijn Brouns (theaterman)
- 2019: Will Tura, Niels Destadsbader en Vic Swerts (NV Soudal)

Sedert 2002 organiseert ze mee de uitreiking van de Orde van de Vlaamse Leeuw.
De eerste voorzitter was Richard Celis. Sinds 2004 is de voorzitter An De Moor.